# Pervomaïsk (oblast de Mykolaïv)
Pour les articles homonymes, voir Pervomaïsk.
Pervomaïsk (en ukrainien : Первома́йськ ; en polonais : Olwiopol) est une ville de l'oblast de Mykolaïv, en Ukraine, et le centre administratif du raïon de Pervomaïskyï. Avec une population de 66 089 habitants en 2017, elle est la deuxième ville de l'oblast.

## Géographie

### Situation
Pervomaïsk est située sur le Boug méridional, à 148 km au nord-ouest de Mykolaïv.

## Histoire

### Origine
Le nom vient du russe pervomaï (первомай), signifiant « journée de mai », c'est-à-dire le 1er mai, qui fait référence à la création de la ville le 1er mai 1919, par la fusion de trois villes voisines : Holta (Голта), Bohopol' (Богополь) et Ol'viopol (Ольвіополь). Ces villes existent depuis 1773, la plus ancienne étant mentionnée dès 1676.

### Seconde Guerre mondiale
Pendant la Seconde Guerre mondiale, Pervomaïsk fut occupée par les puissances de l'Axe en 1941 et divisée entre l'autorité d'occupation allemande sur la rive orientale (Bogopol et Olviopol) et la zone occupée par les forces roumaines de Transnistrie à l'ouest (Golta). La population de Pervomaïsk comprenait plus d'un tiers de Juifs avant la guerre (5 909 personnes soit 81,77% des habitants de Bogopol étaient Juifs lors du recensement de 1897). La plupart furent assassinés durant l'occupation allemande.

### Après la Seconde Guerre mondiale
La ville est durant la guerre froide le quartier général de la 43e armée de missiles des Forces des fusées stratégiques soviétique aujourd'hui transformée en musée.

## Population
Recensements (*) ou estimations de la population :
| 1897* | 1923*  | 1926*  | 1939*  |
| ----- | ------ | ------ | ------ |
| 6 884 | 24 870 | 31 730 | 32 975 |

| 1959*  | 1970*  | 1979*  | 1989*  |
| ------ | ------ | ------ | ------ |
| 44 330 | 59 424 | 72 416 | 81 652 |

| 2001*  | 2011   | 2012   | 2013   |
| ------ | ------ | ------ | ------ |
| 70 170 | 66 965 | 66 828 | 66 671 |

## Économie
Les principales entreprises de la ville sont :
- Fregat Zavod: fabrique des machines agricoles et des équipements pour l'industrie agroalimentaire ; 780 salariés (2007) [3].
- Pervomaïskdyzelmach : fabrique des moteurs diesel marins ; 630 salariés (2007)[4].

## Personnalités
- Assia Granatouroff (1911-1982), cmodèle, est originaire de la ville.
- Valeriï Markous, militaire et blogueur.